# Rosemarie Philomena Sebek

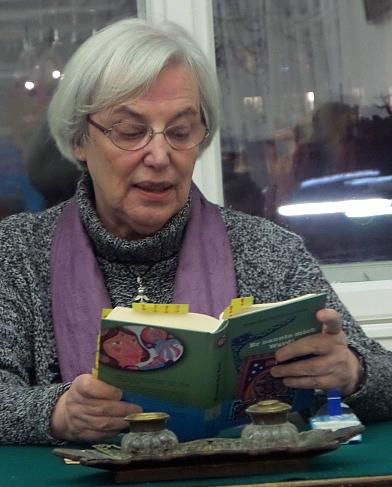
Rosemarie Philomena Sebek, 2013

Rosemarie Philomena Sebek (* 22. Dezember 1939 in Wien), Pseudonym Philomena, ist eine österreichische Autorin von Romanen, Gedichten und journalistischen Texten sowie eine Malerin.

## Leben
Nach der Matura studierte sie an der Hochschule für Welthandel und war danach als Werbeassistentin und Werbetexterin in den Unternehmungen Philips, Bernhard Altmann und Beiersdorf tätig. Im Jahr 1964 heiratete sie den Maler und Free-Jazz-Musiker Claus Mayrhofer Barabbas, der laut dem Kunsthistoriker und Kurator im Wien Museum Dr. Berthold Ecker als einer der paradigmatischsten Maler der 1960er und 1970er in Österreich gilt. Aus dieser Ehe stammen drei Töchter. Es war eine Zeit intensiven freundschaftlichen Kontakts mit den Malern Ernst Fuchs, Jürgen Leskowa, Walter Muhammad Malli, Richard Ahmad Pechoc (später: Inge Katherina Pechoc), Drago Prelog, Arnulf Rainer, Heinz Stangl und Othmar Zechyr sowie mit den Musikern Alaeddin Adlernest, Franz Koglmann, Toni Michlmayr, Sepp Mitterbauer, Fritz Novotny und Otto Zykan. Durch ihr Naheverhältnis zur Wiener Kunstszene, vor allem mit den Künstlern der legendären Galerie „Zum Roten Apfel“, begann sie zu malen.
In dieser Zeit lernte sie den Bahá’i-Glauben kennen. Angezogen von den Idealen dieser Religion, wurde sie 1967 Bahá’i.
Von 1971 bis 1977 war sie als Wirtschaftsredakteurin im Jupiter-Verlag zuständig für die Gesamtredaktion der Exportausgabe vom „Handelsregister Österreich“, die Wirtschaftsperspektiven der Zeitschrift „West-Ost Journal“, dem Sprachrohr des Donaueuropäischen Instituts unter der Gesamtredaktion des ehemaligen Vizekanzlers Fritz Bock, und für eine Kolumne im Austro-Motor, der internationalen Auto- und Motorrundschau, die monatlich im Jupiter-Verlag erschien.
Ebenso erfolgten in dieser Zeit erste Ausstellungen ihrer Bilder im Hauptgebäude der Zentralsparkasse in Wien und im burgenländischen Schloss Potzneusiedl.
Von 1977 bis 1984 lebte sie als Biobäuerin und Milchschafzüchterin in der Gemeinde Hofamt Priel, wobei sie von der Universität für Bodenkultur, Wien, und Mitarbeitern des Goetheanums in Dornach beraten wurde. In dieser Zeit war sie auch Mitbegründerin der Literaturvereinigung „Der Widderhaken“ und stellte ihrer Bilder in Persenbeug, Ybbs, Amstetten und auf der Mollenburg von Jörg Mauthe aus.
Im Jahr 1985 kehrte Rosemarie Philomena Sebek nach Wien zurück und war in den Folgejahren als Redakteurin, ab 1995 als stellvertretende Chefredakteurin der technischen Fachzeitschrift des Österreichischen Verbandes für Elektrotechnik „e & i – Elektrotechnik und Informationstechnik“ tätig. Seit ihrer Pensionierung im Jahr 2000 widmete sie sich vermehrt der schriftstellerischen Arbeit.
Im Januar 2009 starb Claus Mayrhofer Barabbas in Australien. Rosemarie Philomena Sebek übernahm es, das künstlerische Werk des Vaters ihrer Kinder aufzuarbeiten. Im Zusammenhang damit betrieb sie auch die Suche nach „Big Bang“, dem nahezu 200 m² großen Monumentalgemälde des Künstlers, das als verschollen galt. Es wurde schließlich mit Hilfe von Dr. Berthold Ecker, Leiter des Referats Bildende Kunst der Kulturabteilung der Stadt Wien, im zweiten Keller des Wiener Künstlerhauses gefunden, und im Frühjahr 2013 im Künstlerhaus ausgestellt. Zur Ausstellung von „Big Bang“ brachte die Kulturabteilung der Stadt Wien auch einen Katalog mit Texten von Rosemarie Philomena Sebek heraus.

Podcast „G’schichtn aus Ramasurien“ von und mit Rosemarie Philomena Sebek und ihrer Enkeltochter Anna Timmler

Parallel zur Aufarbeitung des künstlerischen Werks von Claus Mayrhofer Barabbas schrieb Rosemarie Philomena Sebek den autobiographischen Roman „Er nannte mich Wardi“, der ebenso wie „Die islamischen Tachisten vom roten Apfel. Wien 1963–1964“ im Wiener Verlag Edition Mokka erschienen ist. Wardi ist das arabische Wort für Rose. Der autobiographische Roman beinhaltet u. a. Berichte zahlreicher Begegnungen mit namhaften Persönlichkeiten des österreichischen Kunstgeschehens in den 1960er und 1970er Jahren. Des Weiteren erzählt die Autorin von einem Frauenleben mit all seinen Höhen und Tiefen. Zugleich ist das Buch ein Zeitdokument, dessen Bogen sich von 1939 bis 2012 spannt.
Infolgedessen erschienen von Rosemarie Philomena Sebek weitere Bücher und zahlreiche Essays.
Am 26. Februar 2021 erlitt sie unvermutet einen Schlaganfall, wonach sie sich einer langwierigen Rehabilitation unterziehen musste. Trotz körperlicher Beeinträchtigung und Blindheit auf dem rechten Auge, gelangen ihr die Fertigstellung des Romans „Wenn Heimat zerbricht“ und von Essays, wie sie ihren Schlaganfall und die Isolation während der Coronazeit erlebt hatte.
Anfang 2022 unterbreitete ihr Anna Timmler, ihre Enkeltochter, den Plan für einen gemeinsamen Podcast mit generationenübergreifenden Gesprächen über Natur, Gesellschaft, Kunst und der Menschheitsgeschichte. Infolgedessen entstand der Podcast „G’schichtn aus Ramasurien“, wobei unter Ramasurien ein Land der unbegrenzten Möglichkeiten verstanden wird. Es ist die Keimzelle einer wünschenswerten Zukunftswelt, in der Menschen aller Ethnien in friedlicher Eintracht als gleichwertige und gleichberechtigte Erdenbürger leben und wirken.

## Ausstellungen
- 1973 Ölgemälde (unter dem Namen Philomena Mayrhofer), Parallelausstellung zu Richard Pechoc (Graphiken und Ölgemälde) und Toni Michlmayr (Fotos), Schloss Potzneusiedl, Burgenland
- 1973 Porträt – heute (unter dem Namen Philomena Mayrhofer), Hauptgebäude der Zentralsparkasse, Wien
- 1977 Ölgemälde (unter dem Namen M. Hofer), gemeinsam mit einer Hagenbund-Ausstellung vom 2. April bis 12. Mai 1977 im Schloss Potzneusiedl, Burgenland
- 1983 Ölgemälde, Einzelausstellung (unter dem Namen Rosemarie Sebek), Raiffeisenbank Ybbs, Niederösterreich
- 1984 Ölgemälde, Einzelausstellung (unter dem Namen Rosemarie Sebek), Ausstellung anlässlich der Eröffnung der neuen Raiffeisenkasse in Persenbeug, Niederösterreich
- 1984 Ölgemälde (unter dem Namen Rosemarie Sebek), Schloss Edla, Amstetten, Niederösterreich
- 1985 Kunst im Waldviertel (unter dem Namen Rosemarie Sebek), Mollenburg, Weiten, Niederösterreich

## Auszeichnung
- Kunstpreis Duc de Richelieu 2016 für dramatische Literatur.

## Bücher
- Philomena: Raphael. Der Weg in die Freiheit. SSE Solaris Spirituelle Edition, Wien 2006, ISBN 3-901975-30-6.
- Philomena: Akacor. Eine Geschichte von diesem und dem anderen Diesseits. Roman. SSE Solaris Spirituelle Edition, Wien 2007, ISBN 978-3-901975-27-1. 2. Auflage Pilum-Verlag, Strasshof an der Nordbahn 2018, ISBN 978-3-902960-76-4.
- Philomena: Das Driudenbrevier. SSE Solaris Spirituelle Edition, Wien 2008, ISBN 978-3-901975-36-3.
- Philomena: Seid wie Windhauch. SSE Solaris Spirituelle Edition, Wien 2011, ISBN 978-3-901975-43-1.
- Rosemarie Philomena Sebek: Barabbas. Ein malerischer Urknall. Hrsg. für die Kulturabteilung der Stadt Wien. Katalog anlässlich der Ausstellung „The Big Bang“ im Künstlerhaus. Wien 2013.
- Rosemarie Philomena Sebek: Er nannte mich Wardi. Autobiographischer Roman. Edition Mokka, Wien 2013, ISBN 978-3-902693-48-8.
- Rosemarie Philomena Sebek: Die islamischen Tachisten vom roten Apfel. Wien 1963–1964. Edition Mokka, Wien 2013, ISBN 978-3-902693-48-8.
- Rosemarie Philomena Sebek: Litti und die Zeit. Ein Stadt-Land-Bilderbuch für Kinder und Erwachsene. Pilum-Verlag, Strasshof an der Nordbahn 2018, ISBN 978-3-902960-83-2.
- Rosemarie Philomena Sebek: Wenn Heimat zerbricht. Roman. Pilum-Verlag, Strasshof an der Nordbahn 2022, ISBN 978-3-99090-053-6.

## Essays
- Barabbas (Claus Mayrhofer). In den 1960er, 1970er und 1980er Jahren auch Harun Ghulam Barabbas genannt. In: Zeitgenössische Kunst II. Hrsg. Museum Liaunig, Neuhaus/Suha 2015, ISBN 978-3-9503505-4-8, S. 40–43.
- Momente der besonderen Art. Begegnungen mit Professor Heinz Zemanek. In: In Memoriam Heiz Zemanek 1920–2014. Österreichische Computer Gesellschaft, Wien 2015, ISBN 978-3-903035-00-3, S. 105–112.
- Ein musikalisches Gruselkabinett. Das Hinterzimmer der Galerie zum Roten Apfel 1959–1965. In: Pilum Literaricum. Literatur aus Österreich. Anthologie 9/2016. Pilum-Verlag, Strasshof an der Nordbahn 2016, ISBN 978-3-902960-45-0, S. 112–121.
- Handy, I-Phone und Bubblegum. Ein Selbstgespräch gleichwie ein Zwiegespräch mit Leserinnen und Lesern. In: Pilum Literaricum. Literatur aus Österreich. Anthologie 10/2017. Pilum-Verlag, Strasshof an der Nordbahn 2017, ISBN 978-3-902960-52-8, S. 39–43.
- Die Dachbodenheiligen in der Muhrengasse. Kindheit in Favoriten 1946–1951. In: Pilum Literaricum. Literatur aus Österreich. Anthologie 11/2017. Pilum-Verlag, Strasshof an der Nordbahn 2017, ISBN 978-3-902960-56-6, S. 4–13.
- Auf der Suche nach der verlorenen Poesie. In: Pilum Literaricum. Literatur aus Österreich. Anthologie 13/2017. Pilum-Verlag, Strasshof an der Nordbahn 2017, ISBN 978-3-902960-71-9, S. 95–105.
- Eine durch und durch männliche Muttersprache. In: Pilum Literaricum. Literatur aus Österreich. Anthologie 15/2018. Pilum-Verlag, Strasshof an der Nordbahn 2018, ISBN 978-3-902960-79-5, S. 103–110.
- Schlaft gut. In: Pilum Literaricum. Literatur aus Österreich. Anthologie 16/2018. Pilum-Verlag, Strasshof an der Nordbahn 2018, ISBN 978-3-902960-81-8, S. 71–74.
- Was geschah tatsächlich im Haus von Friedensreich Hundertwasser? In: Pilum Literaricum. Literatur aus Österreich. Anthologie 17/2018. Pilum-Verlag, Strasshof an der Nordbahn 2018, ISBN 978-3-902960-85-6, S. 59–69.
- Die Hosen-Revolution. In: Pilum Literaricum. Literatur aus Österreich. Anthologie 19/2019. Pilum-Verlag, Strasshof an der Nordbahn 2019, ISBN 978-3-902960-95-5, S. 7–14.
- Albtraum - oder visionäre Schau. In: Pilum Literaricum. Literatur aus Österreich. Anthologie 21/2019. Pilum-Verlag, Strasshof an der Nordbahn 2019, ISBN 978-3-99090-007-9, S. 87–92.
- Wer bin ich? In: Pilum Literaricum. Literatur aus Österreich. Anthologie 22/2020. Pilum-Verlag, Strasshof an der Nordbahn 2020, ISBN 978-3-99090-009-3, S. 41–43.
- Unbrauchbar - Klagelied einer alten Frau. In: Pilum Literaricum. Literatur aus Österreich. Anthologie 23/2020, Pilum-Verlag, Strasshof an der Nordbahn 2020, ISBN 978-3-99090-012-3, S. 40–44.
- Wenn's zum Himmel stinkt. Erlebnisbericht aus dem Jahr 2010. In: Who cares? Geschichten über Sorgen, Pflegen und Betreuen. Der Hospiz Verlag, Esslingen 2020, ISBN 978-3946527-33-6, S. 106–113.
- Corona-Tagebuch. In: Pilum Literaricum. Literatur aus Österreich. Anthologie 25/2020. Pilum-Verlag, Strasshof an der Nordbahn 2020, ISBN 978-3-99090-020-8, S. 86–109.
- Hintergrund versus Vordergrund. In: Pilum Literaricum. Literatur aus Österreich. Anthologie 26/2021, Pilum-Verlag, Strasshof an der Nordbahn 2021, ISBN 978-3-99090-026-0, S. 40–49.
- Sonnenfinsternis - Wanderung zwischen den Welten. In: Pilum Literaricum. Literatur aus Österreich. Anthologie 30/2022, Pilum-Verlag, Strasshof an der Nordbahn 2022, ISBN 978-3-99090-044-4, S. 25–47.

## Drama
- Also spricht Penelope. Ein imaginiertes Realitätstheater. Zwei Fassungen: Geschlossenes Drama. Ein-Frauen-Monolog. Edition Mokka, Wien 2018, ISBN 978-3-902693-74-7.

## Podcast
Der Podcast „Gschichtn aus Ramasurien“ ist auf Podcast Plattformen verfügbar, wie zum Beispiel:
- Spotify

- Podcast.de"
- Apple Podcast